# Модърн Джаз Куортет
Модърн Джаз Куортет (на английски: Modern Jazz Quartet, 'Квартет за съвременен джаз') е влиятелна музикална група, основана през 1952 г. и състояща се от Джон Луис (пиано, музикален директор), Милт Джаксън (вибрафон), Пърси Хийт (контрабас) и Кони Кей (барабани).
Отначало представлява страничен проект за членовете на суинг биг бенда на Дизи Гилеспи, но постепенно се превръща в постоянен състав, един от водещите в епохата след Втората световна война. Под ръководството на Луис те развиват своята собствена ниша, специализирайки се в елегантна, сдържана музика (опирайки се на бибопа, куул джаза, третото течение и класическата музика), в която контрапунктът е подчертан, но усещането за блус не се губи. Те създават няколко джаз стандарта, включително Django и Bag's Groove.
Активни са до средата на 70-те години на ХХ век, когато Джаксън напуска поради творчески несъгласия и смущение от натоварения им концертен график. По-късно групата се събира отново и съществува до 90-те години.